# Systemapora
Systemapora is een geslacht van neteldieren uit de familie van de Stylasteridae.

## Soorten
- Systemapora ornata Cairns, 1991
- Systemapora solida Cairns, 2015
- Systemapora vermifera Cairns, 2015